# War on I-4 (UCF-South Florida)
La War on I-4 (en français, guerre sur l'I-4) est une rivalité intra étatique dans le football américain universitaire opposant deux équipes de Floride, les Bulls de l'université de Floride du Sud basée à Tampa et les Knights de l'université du Centre de la Floride basée à Orlando.
Son nom fait référence à l'Interstate 4, autoroute reliant des deux villes distantes d'environ 135,18 km (84 miles).

## Histoire

### Prémices
Les discussions sur l’organisation d’un match entre les Knights et les Bulls commencent peu de temps après que le South Florida ait commencé à jouer dans la NCAA Division I FCS en 1997,.
Les supporters ont suggéré qu'une telle rivalité pourrait aider à générer de l’intérêt et des revenus pour ces deux universités en plein essor. Cette perspective devient plus sérieuse lorsque les Bulls intègrent la NCAA Division I FBS en 2001. Bien que les rencontres aient été très populaire pour les fans, comme il s’agissait de matchs « hors conférence », des difficultés sont apparues. L'UCF avait surréservé ses futurs calendriers et devrait rompre ses engagements. Pendant ce temps, les responsables du South Florida craignaient que leur jeune programme ne tire moins de revenus de matchs en « aller-retour » contre UCF, qu’il ne le ferait avec un match à domicile supplémentaire au calendrier. La planification sérieuse d’une série n’a dès lors commencé qu’en 2003.

### Premières séries (2003-2008)
En 2003, les discussions sérieuses reprennent, les deux universités ayant rejoint des conférences de la FBS en 2002, South Florida la Conference-USA (C-USA) et UCF la Mid-American Conference (MAC). Cette année-là, les directeurs sportifs des universités se rencontrent et conviennent de programmer des rencontres pour les saisons 2005 et 2006,.
Par la suite, South Florida rejoint la Big East Conference en 2005 tandis qu’UCF rejoint C-USA la même année. Les Bulls remportent les deux matchs, qui ont tous deux attiré des foules de plus de 45 000 personnes.
La série est prolongée pour 2007 et 2008 dans le cadre d'un accord avec la C-USA selon lequel les Bulls affrontent un membre de la conférence chaque année pendant cinq ans,. Florida remporte également ces matchs, avec une victoire 64 à 12 en 2007 et un thriller 31 à 24 en prolongation en 2008. South Floride refuse ensuite de programmer d'autres matchs de la série, indiquant souhaiter rencontrer des adversaires plus compétitifs et de haut niveau,. Pendant cette pause, South Florida continue à jouer contre des adversaires tels que Florida, Florida State, Miami, Clemson et Notre Dame.
Les deux universités rediscutent de la programmation d'autres matchs de rivalité au cours des prochaines saisons même si la rencontre proposée en 2011 au Citrus Bowl ne se concrétise pas,,. Il en est de même pour le St. Petersburg Bowl 2009, les organisateurs du bowl et les responsables de la ville ayant décidé de ne pas opposer les deux universités voisines, préférant au moins une équipe éloignée afin que davantage de fans visiteurs réservent des chambres d’hôtel dans la région. UCF a ainsi affronté Rutgers lors de ce match.

### Série renouvelée (depuis 2013)
UCF, admise à rejoindre South Florida dans la Big East Conference en 2011, devait commencer à y jouer au cours de la saison 2013-2014. Le réalignement de la conférence a renommé la Big East en American Athletic Conference (AAC) avant la saison d’automne 2013. Pour la première fois, les deux universités font  partie de la même conférence, et la rivalité reprend en tant que match de conférence régulier à partir de la saison 2013,.
Depuis 2013, les matchs sont programmés pour le week-end de Thanksgiving. De 2015 à 2019, l'AAC est séparée en deux divisions mais les deux universités sont membres de la East Division,. En 2015, le match est joué le soir de Thanksgiving, et en 2016, le match est joué le samedi de cette semaine. Cependant, la plupart des années, il a été programmé pour le Black Friday, le lendemain de Thanksgiving.

### Trophée et séries multisports

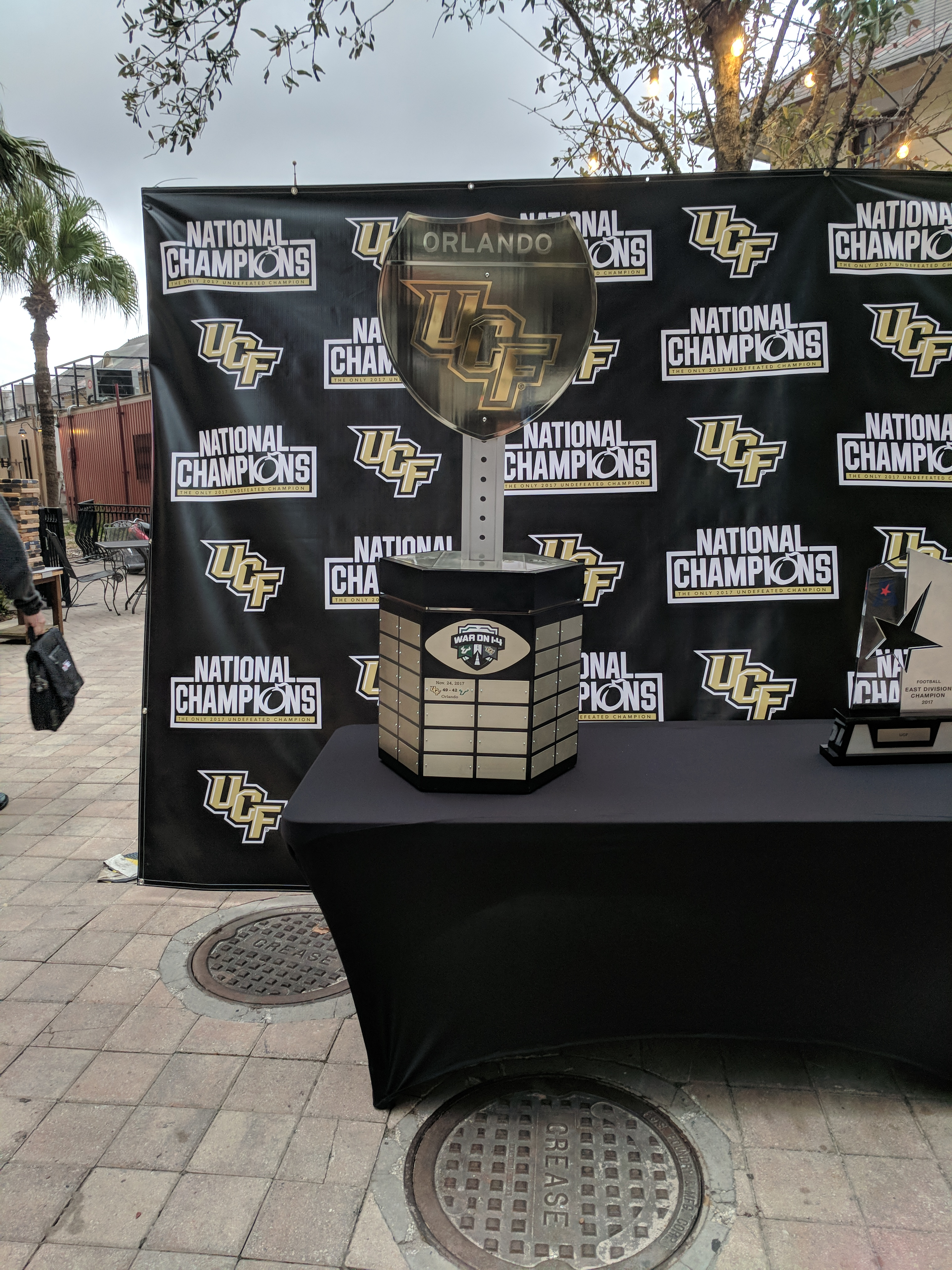
Vue du côté UCF du trophée.

À partir de l'édition 2016, les départements sportifs des deux universités annoncent la reconnaissance officielle de deux trophées de rivalité « War on I-4 », l'un en football américain et l'autre concernant l'ensemble des autres sports.
Chaque année, le vainqueur du match de football américain prend possession d'un grand trophée en forme de « panneau routier » emblématique de l'autoroute I-4, qui sera conservé sur son campus pendant l'année suivante. En incluant la base, le trophée mesure 122 cm (4 pieds), 4,62 cm (3 pouces) de haut et pèse 72,6 kg (160 livres). La partie « panneau de signalisation » du trophée se détache de la base laquelle possède une plaque énumérant tous les vainqueurs et les scores précédents. D'un côté du « panneau routier, » une partie du trophée indique « Tampa » avec le logo de South Florida, tandis que l'autre indique « Orlando » et le logo de Central Florida.
Pour la série concernant les autres sports ayant également débuté en 2016, chacune des victoires dans les 14 sports au cours desquels les Bulls et les Knights s'affrontent vaut six « points » et le nombre de points de chaque match dépend du nombre de rencontres de saison régulière entre les équipes (par exemple, le match de football vaut six points parce que les équipes ne se rencontrent qu'une seule fois en saison régulière, Mais chaque match de basket-ball masculin vaut trois points car les équipes se rencontrent deux fois en saison régulière). Pour des sports comme le golf et le cross-country qui ne sont pas directement en concurrence les uns avec les autres, les six points sont attribués au meilleur « finisher » du championnat de l'American Athletic Conference. L'équipe qui a le plus de points à la fin de l'année est déclarée gagnante et reçoit un trophée similaire à celui du football américain.

### Futur
UCF ayant rejoint la Big 12 Conference dès la saison 2023, il n'est pas certain que la rivalité perdurera, South Florida étant toujours membre de la Big 12.
Il est probable que les rencontres de football américain seront en pause au minimum jusqu'en 2029, prochaine saison où les deux équipes auront des ouvertures dans leurs calendriers « hors conférence », à moins que les deux équipes ne soient sélectionnées pour s'affronter dans un match de bowl ou au cours du College Football Playoff.

## Palmarès
Le classement des équipes dans les tableaux ci-dessous est celui de l'Associated Press avant la saison 2014 et celui du comité du College Football Playoff depuis 2014.
| South Florida (6)              | UCF (8)                     |                             |                             |
| Plus large victoire            | South Florida, 64–12 (2007) | South Florida, 64–12 (2007) | South Florida, 64–12 (2007) |
| Plus longue série de victoires | UCF, 6 (depuis 2017)        | UCF, 6 (depuis 2017)        | UCF, 6 (depuis 2017)        |
| Série en cours sans défaite    | UCF, 6 (depuis 2017)        | UCF, 6 (depuis 2017)        | UCF, 6 (depuis 2017)        |

| N° | Date              | Lieu    | Vainqueur         | Score  |
| -- | ----------------- | ------- | ----------------- | ------ |
| 01 | 17 septembre 2005 | Tampa   | South Florida     | 31–14  |
| 02 | 16 septembre 2006 | Orlando | South Florida     | 24–17  |
| 03 | 6 octobre 2007    | Tampa   | #5 South Florida  | 64–12  |
| 04 | 6 septembre 2008  | Orlando | #17 South Florida | 31PR24 |
| 05 | 29 novembre 2013  | Orlando | #19 UCF           | 23–20  |
| 06 | 28 novembre 2014  | Tampa   | UCF               | 16–0   |
| 07 | 26 novembre 2015  | Orlando | South Florida     | 44–03  |
| 08 | 26 novembre 2016  | Tampa   | South Florida     | 48–31  |
| 09 | 24 novembre 2017  | Orlando | #15 UCF           | 49–42  |
| 10 | 23 novembre 2018  | Tampa   | #9 UCF            | 38–10  |
| 11 | 29 novembre 2019  | Orlando | UCF               | 34–07  |
| 12 | 27 novembre 2020  | Tampa   | UCF               | 58–46  |
| 13 | 26 novembre 2021  | Orlando | UCF               | 17–13  |
| 14 | 26 novembre 2022  | Tampa   | #22 UCF           | 46–39  |

## Galerie

Logo de South Floridfa
Logo de Central Florida
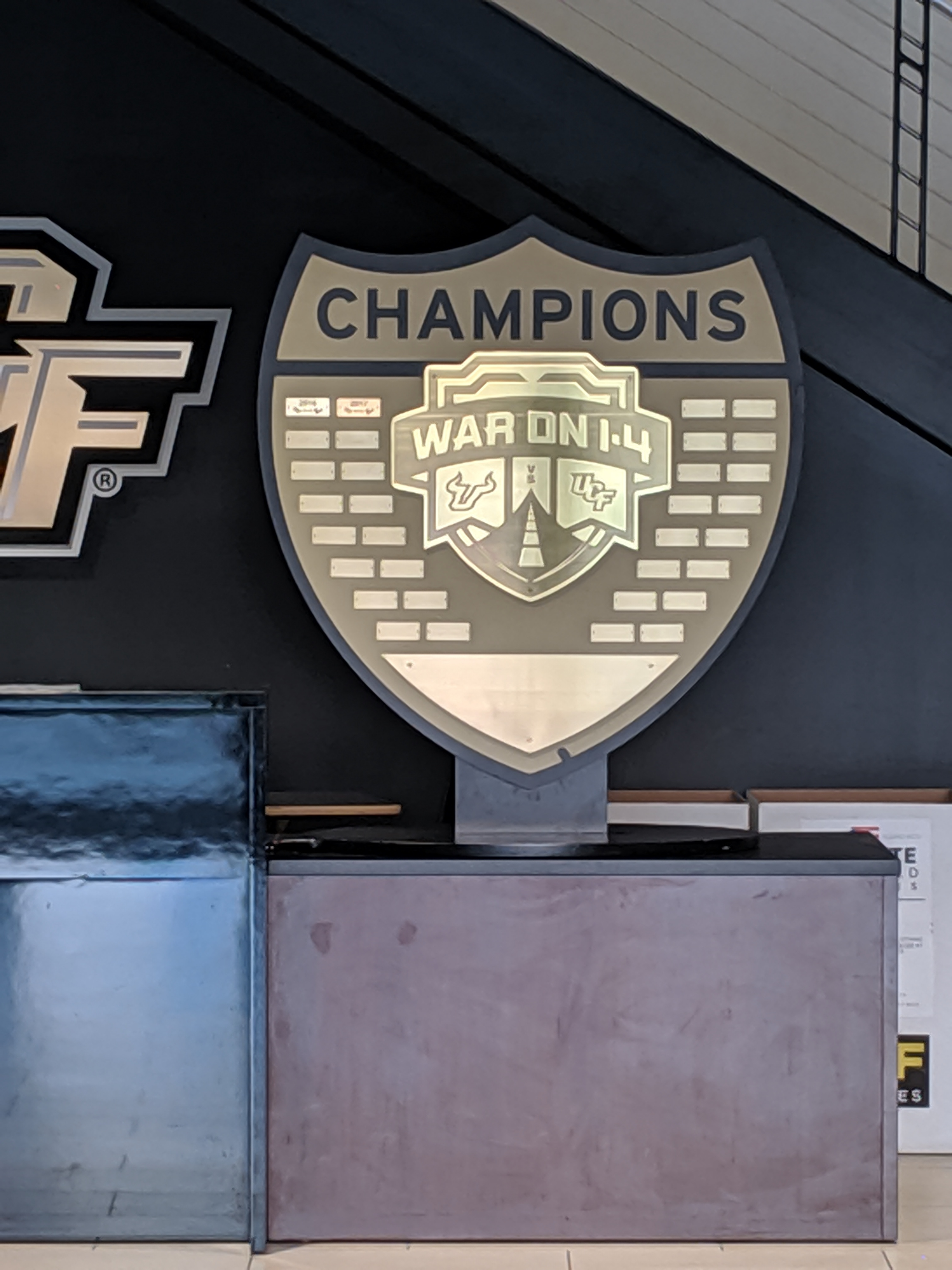
Trophée

## Articles annexes
- Liste des matchs de rivalité en football américain universitaire de la NCAA